# Почта

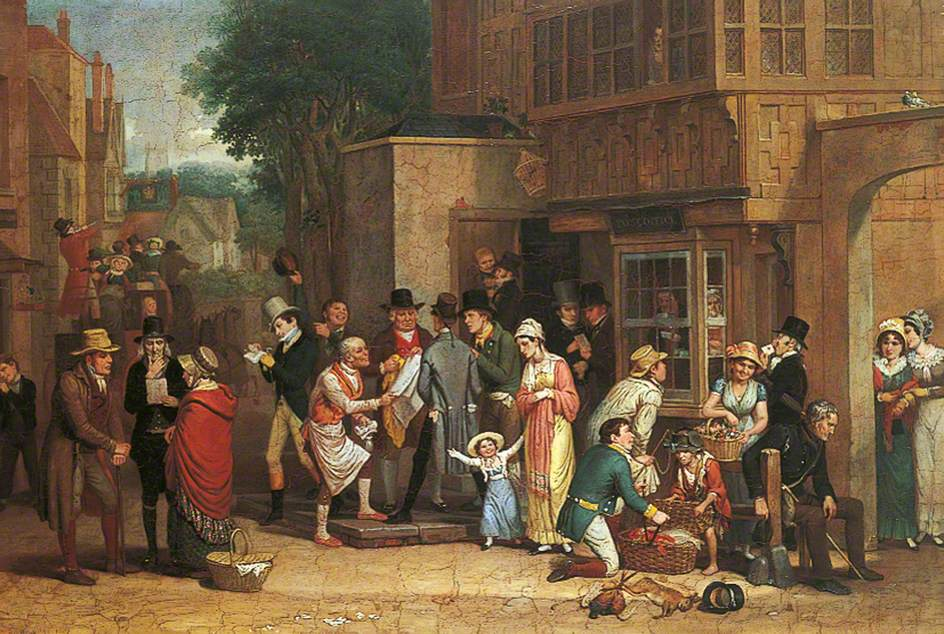
Почтовое отделение. Худ. Эдвард Вильерс Риппингилль (1829)

По́чта  (от итал. posta) — термин, используемый для обозначения:
1) почтовых отправлений (например, почтовых карточек, писем, посылок);
2) учреждений связи, к которым относятся: ответственная почтовая администрация (ОПА) и подчинённые структуры — почтамты, узлы связи, транспортные подразделения и сортировочные пункты, а также почтовые отделения в составе почтамтов и узлов связи;
3) предприятия естественной монополии, производящего и реализующего услуги почтовых отправлений местного, внутреннего и международного уровнях обслуживания на основе лицензий.
Всемирный почтовый союз, основанный в 1874 году, включает в себя 192 государства-члена и устанавливает правила международного обмена корреспонденцией.

## Происхождение термина
Слово «почта» происходит от пол. poczta и итал. posta. Последнее, в свою очередь, возникло от posta и позднелатинского posita, которое, вероятнее всего, является сокращением от statio posita in… — остановка, станция для переменных лошадей, расположенная в определённом месте. Таким образом, первоначально это слово обозначало станцию для обмена почтовых лошадей или курьеров. Слово post в значении «почта» впервые стали употреблять в XIII веке. Сегодня под словом «почта» подразумевают и учреждение почты (почтамт, отделение), и послание, и совокупность полученной корреспонденции.

## История почты
Исторически почта возникла из потребности пересылки между отправителем и получателем сообщений и вещей (денег, посылок, товаров).
Исследованием развития почтовой связи занимается специальная отрасль исторической науки — история почты. На протяжении длительной истории человечества способы и средства передачи информации претерпели значительную эволюцию. Использование простейших сигналов (голоса, огня и дыма) в доисторическую эпоху сменилось организацией почтового сообщения с помощью пеших и конных гонцов в рабовладельческих государствах. При феодализме и капитализме возникли регулярные общегосударственные и международные почтовые службы с использованием конной, а затем железнодорожной, воздушной и других видов связи. Почтовые реформы в международном масштабе на базе двухсторонних и многосторонних договоров между ОПА в конечном итоге привели к организации единой почтовой системы (ВПС) на основе единой системы договоров в форме Конвенции и Регламентов ВПС.

## Почта сегодня

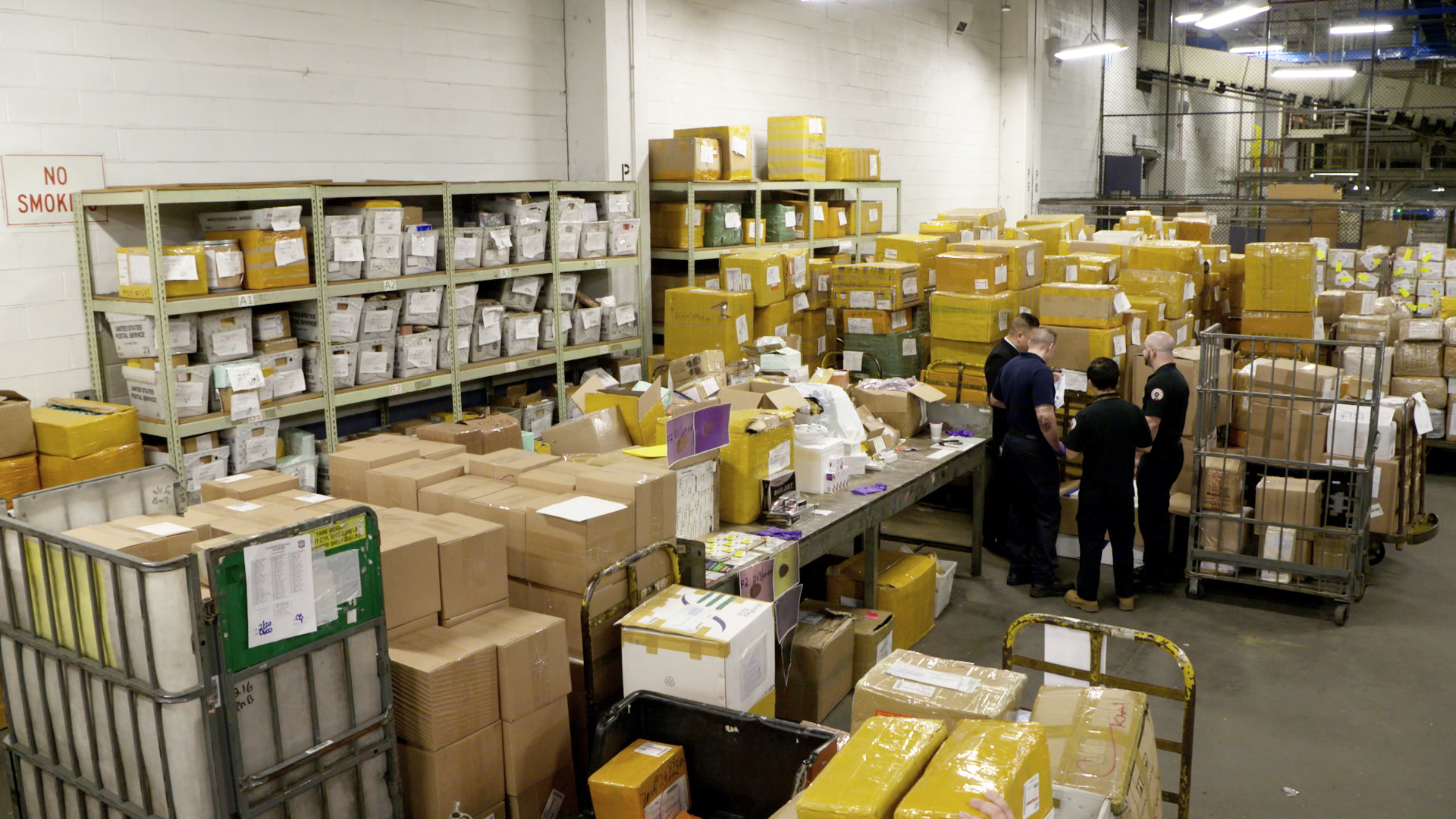
Почтовое отделение в международном аэропорту имени Джона Кеннеди

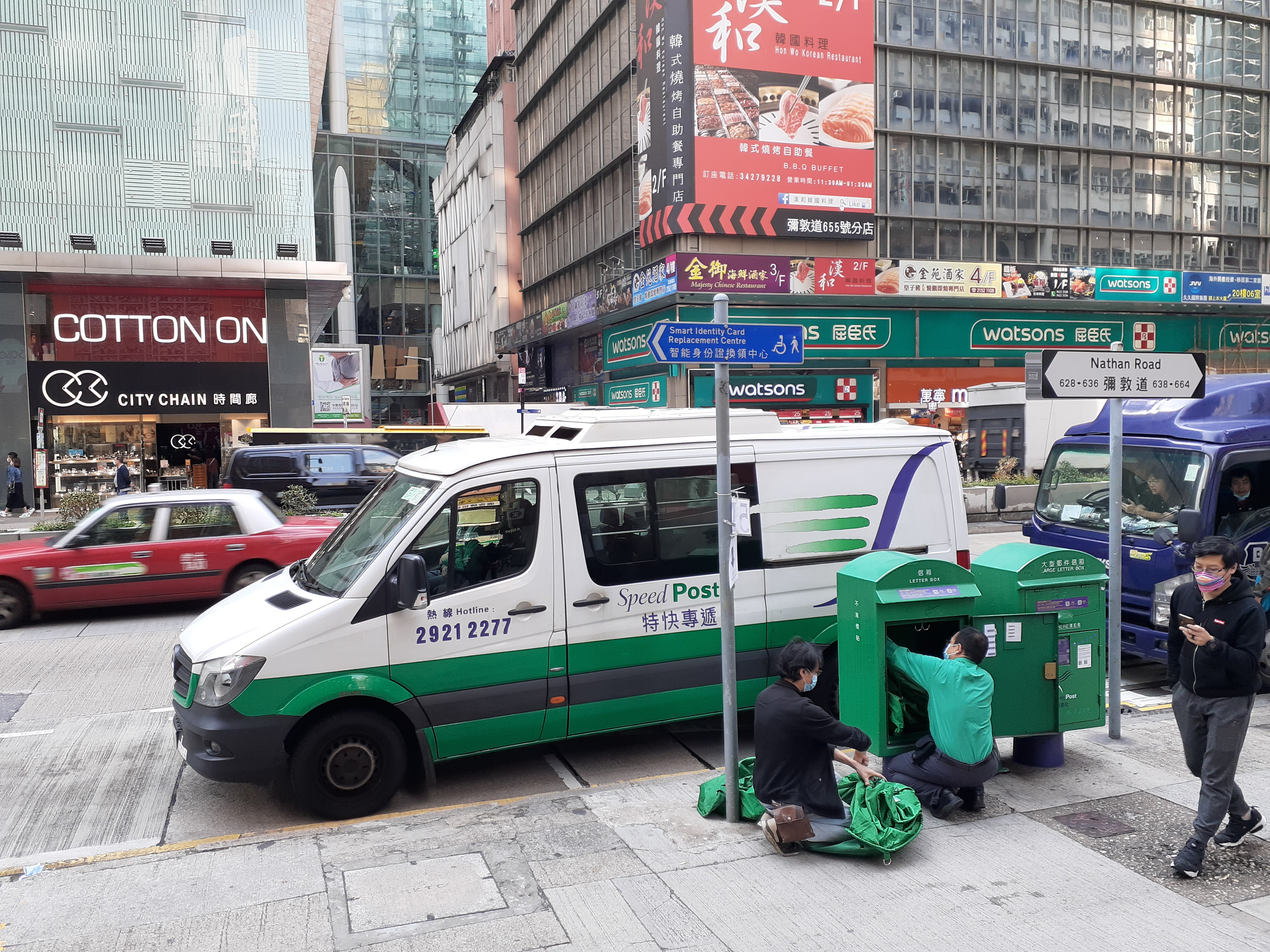
Сотрудники почты в Гонконге извлекают письма из почтового ящика, 2021 год

Современная почта — это глобальная система предприятий разных государств, объединённых международным договором (см. документы ВПС и всемирных почтовых конгрессов). Все предприятия почты, занимающиеся международным обслуживанием услуг почтовых отправлений, являются монополистами.

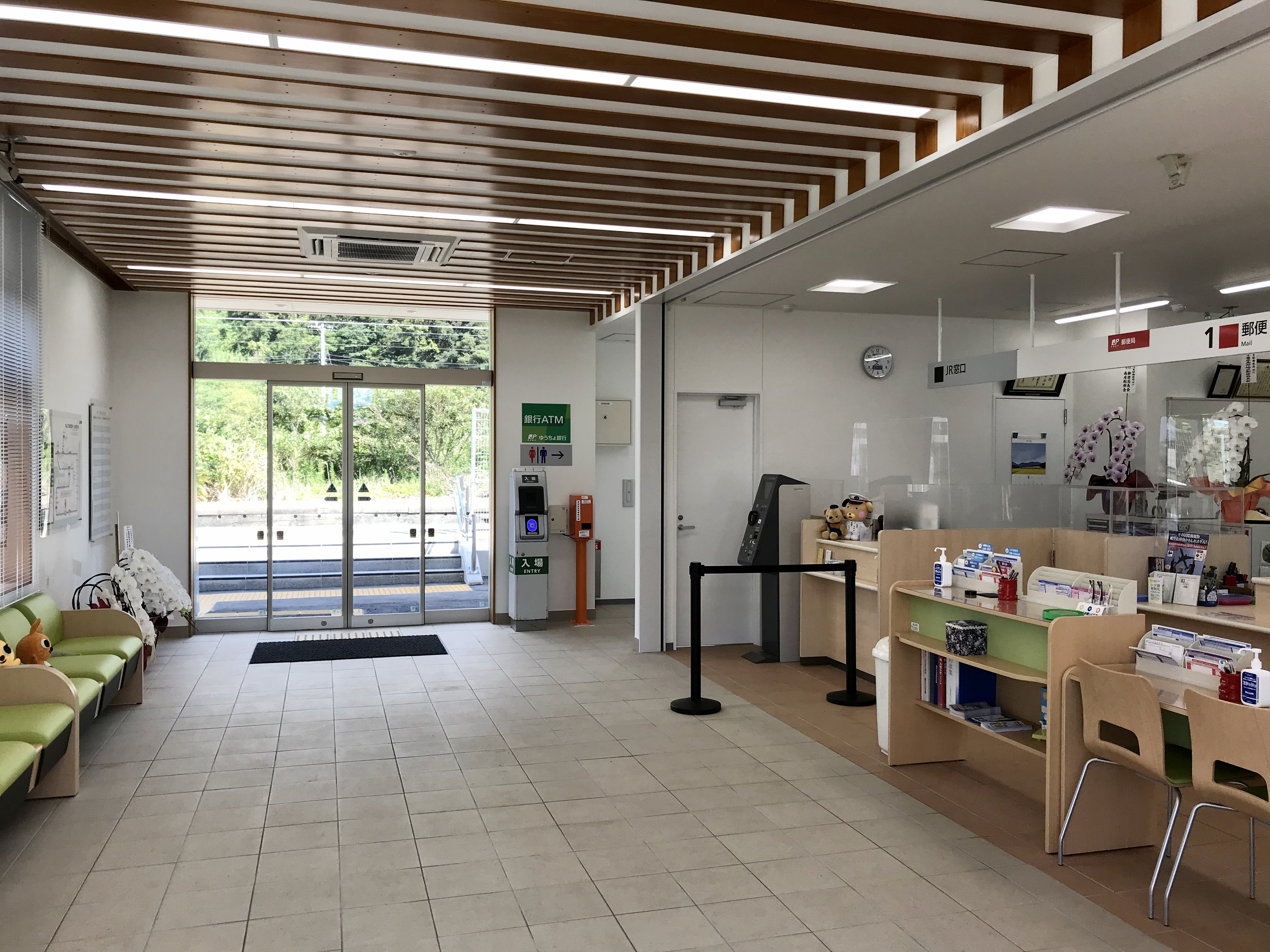
Почтовое отделение в Японии

С развитием интернета некоторыми аналитиками прогнозировалась скорая стагнация рынка почтовых услуг, однако этого не произошло. Почтовые предприятия разных государств, ранее убыточные, планируется приватизировать.
Почта Германии, называвшаяся нем. Deutsche Bundespost, была приватизирована в 1995 году и поделена на компании Deutsche Post AG, Deutsche Telekom AG и Deutsche Postbank AG. Также существуют другие частные фирмы, предоставляющие почтовые услуги.
В конце XX — начале XXI века почтовая связь оставалась самым массовым и дешёвым видом связи. Несмотря на создание и быстрое развитие автоматизированных систем электросвязи, радиосвязи, телефонной и электронной связи, почтовая связь сохранит своё огромное значение и в обозримом будущем; поскольку перемещение материальных объектов (товаров, вещей и прочее) невозможно при использовании электромагнитных видов связи.
В структуре рынка современных почтовых услуг можно выделить услуги по доставке корреспонденции, посылок, бандеролей (курьерские, почтовые), телекоммуникационные (подписка на периодические издания, их доставка), финансовые (доставка пенсий, социальных пособий и денежные переводы). Развитие электронных средств связи, с одной стороны, привело к уменьшению доли отправлений с документами, но, с другой стороны, стала очень востребованной доставка посылок из интернет-магазинов. Государственные почты разных стран часто не могут удовлетворить спрос на соответствующие услуги. Так, в США традиционная почта (Почтовая служба США) крайне востребована из-за огромного объёма пересылаемых документов и чеков, но занимает лишь четверть рынка доставки товаров, при этом альтернативные UPS, FedEx и DHL предлагают своим клиентам более быструю, качественную и надёжную доставку, хотя и за более высокую цену. Национальные почтовые службы стараются найти новые рыночные ниши. Например, «Почта Австралии» стала оператором национальной системы электронной идентификации личности, которую граждане используют вместо паспортов или водительских удостоверений. Дочерняя компания «Почты Швейцарии», занимавшаяся цифровизацией этого почтового оператора, стала предоставлять решения в области документооборота и управления данными.
Существует также гибридная почта, при которой заказчик направляет почтовому оператору электронные документы с адресами получателя и отправителя, которые впоследствии распечатываются в бумажном виде в ближайшем к получателю почтовом офисе, упаковываются в конверты и доставляются получателю в максимально короткий срок.

## Почтовая служба и услуги
Почтовое дело не является видом связи или транспортным предприятием, вопреки сложившимся бытовым понятиям. Почта — предприятие, перемещающее почтовые отправления в вещественной форме, что не делает её видом транспорта. Почта — предприятие, использующее различные виды электромагнитной связи для передачи сообщений; что не делает её видом связи.
Главнейшая особенность почты — естественный монополизм на рынке. Почта предлагает потребителям различные услуги почтовых отправлений на условиях всеобщего обслуживания и на всех уровнях обслуживания. Почта подразумевает единые тарифы и единые правила доступа к услугам почтовых отправлений для всех потребителей (вне зависимости от того, частным или юридическим лицом является потребитель; а также от гражданства, возраста, статуса физического лица).
В то же время существуют службы доставки, альтернативные как государственной почтовой службе — DHL, FedEx, СДЭК, — предлагающие «более качественные услуги», так и мэйл форвардеры, позволяющие обходить ограничения доставки по регионам.

## Почта по странам

### Россия
В России почта управляется ОПА. Являясь единым предприятием, почта осуществляет свою деятельность посредством исполнительных структур (главные почтамты, губернские почтамты, транспортные службы и сортировочные центры. В свою очередь, губернским почтамтам подчинены городские и районные почтамты и узлы связи. Районным почтамтам и узлам связи подчинены почтовые отделения. Таким образом, почта России представляет собой единое предприятие, где особую роль играет ОПА. Почтовая деятельность, представляющая собой производство и реализацию работ, товаров и услуг почтовых отправлений, лицензируется: генеральной лицензией на производство единого комплекса работ и множеством лицензий на каждый вид услуги почтового отправления. Лицензии обладают свойствами неделимости и непередаваемости; а поэтому единственным правообладателем ведения почтовой деятельности является ОПА, в свою очередь требуя единства Почты России. Почта России в своей деятельности подчиняется Правилам оказания услуг почтовой связи (ПОУПС), которые устанавливает Министерство связи и массовых коммуникаций.

### Беларусь

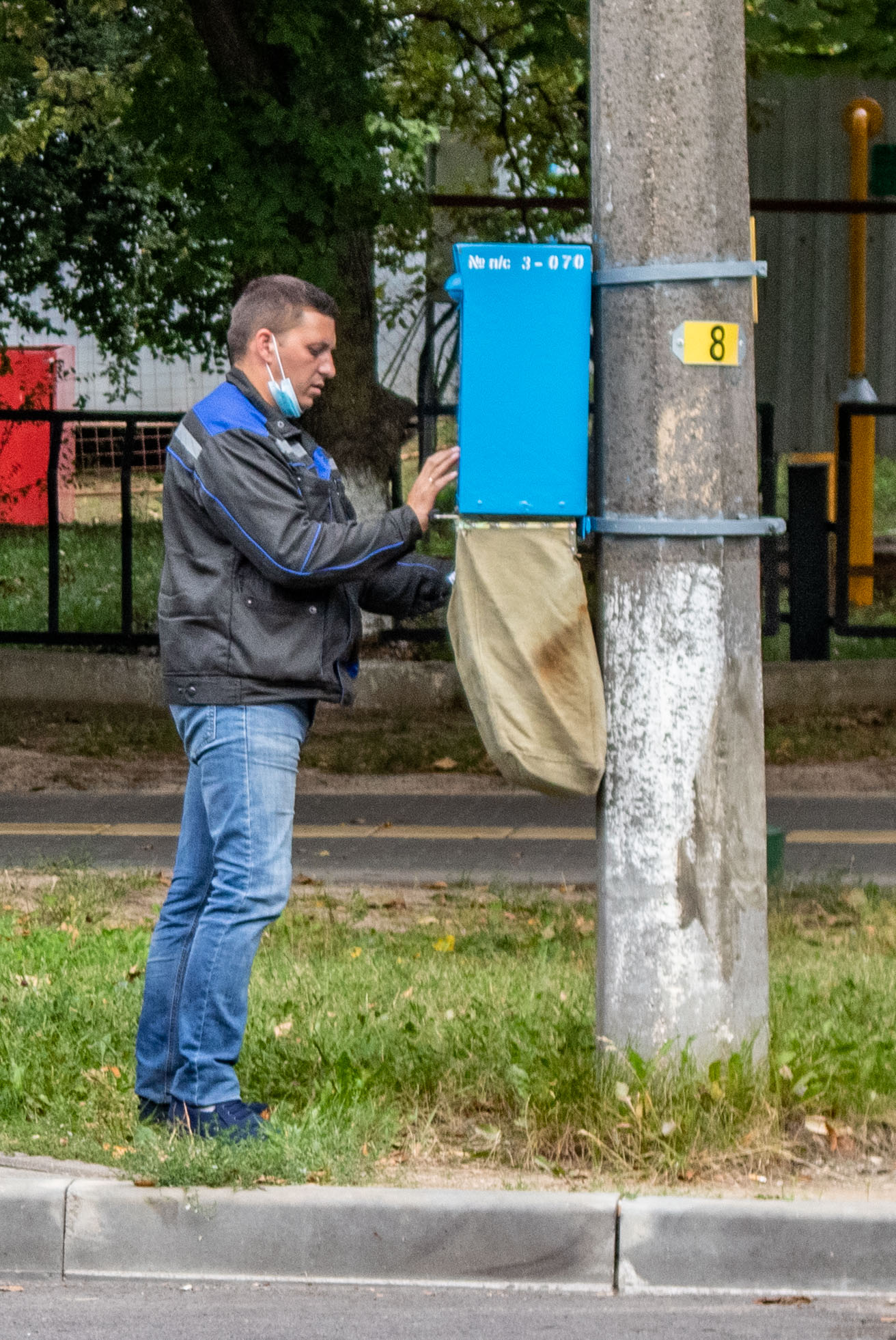
Выемка писем из почтового ящика сотрудником «Белпочты» в Минске

## Оплата почтовых услуг

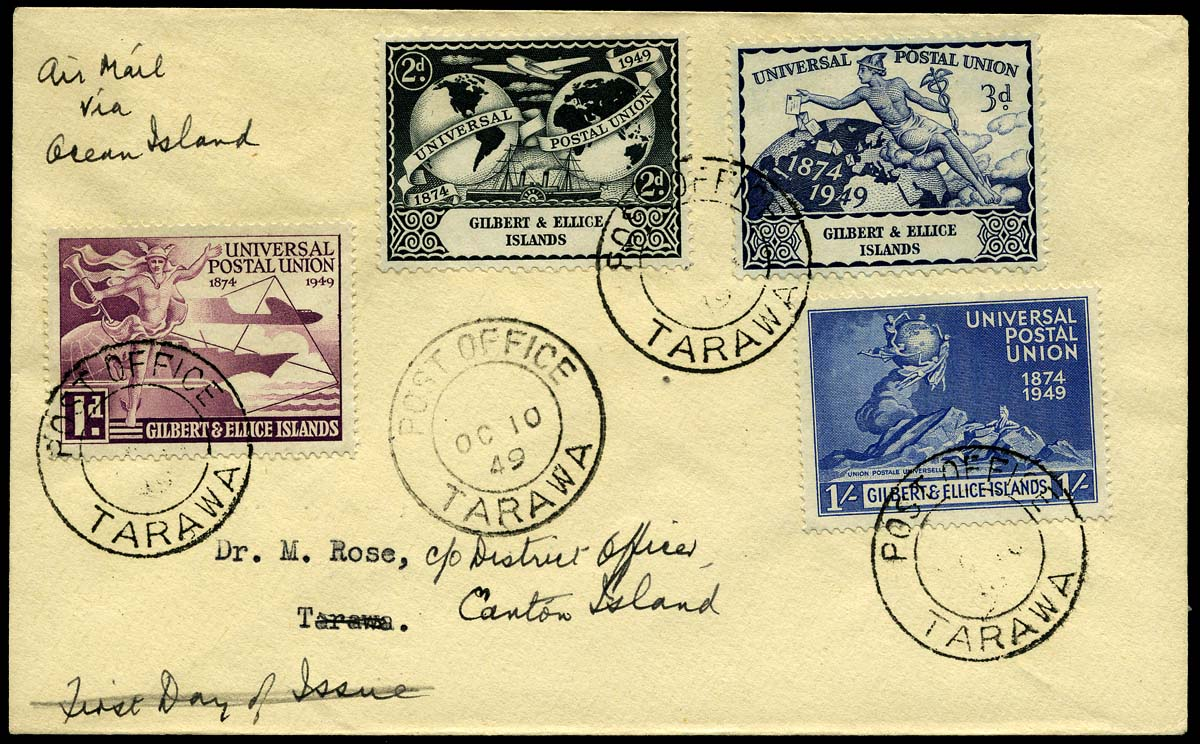
Конверт с почтовыми марками Островов Гилберта и Эллис, выпущенными к 75-летию Всемирного почтового союза (1949)

Традиционно для оплаты почтовых отправлений (открыток, писем, простых и заказных бандеролей) используются почтовые марки различного номинала, которые наклеиваются непосредственно на отправление либо его упаковку в соответствии с тарифом на пересылку.
Для большего удобства почтовые ведомства также выпускают штемпельные конверты, заказные штемпельные конверты, открытые и закрытые письма, служебные почтовые карточки, почтовые переводы, бандероли и т. д. с отпечатанным на них почтовым знаком оплаты.
Иногда марки заменяются оттисками специальной франкировальной машины (франкотипами), где сумма платы за пересылку печатается специальным образом на конверте, или на листе бумаги, который наклеивается на упаковку. Каждый месяц почтовые служащие снимают показания счётчика такой машины и выставляют предприятию счёт. Такой способ оплаты используют, прежде всего, массовые отправители корреспонденции (акционерные общества, банки, страховые компании, рекламные агентства и т. п.).
В некоторых странах (в частности, в Германии, Великобритании, США и ряде других) появился новый способ оплаты отправки простой корреспонденции — через интернет. Пользователь оплачивает услуги почты на специальном портале, после чего получает специальный штрих-код, который может распечатать на домашнем принтере и наклеить на конверт. В Великобритании такой способ оплаты называется SmartStamp.
В США и странах Европы распространены также так называемые «предоплаченные» письма и почтовые карточки. Как правило, их используют крупные компании для организации «обратной связи» с потребителями. Пользователю передаётся открытка или конверт с напечатанными типографским способом реквизитами компании-получателя. Почтовая компания выставляет получателю счёт в момент доставки такой корреспонденции.

## Галерея

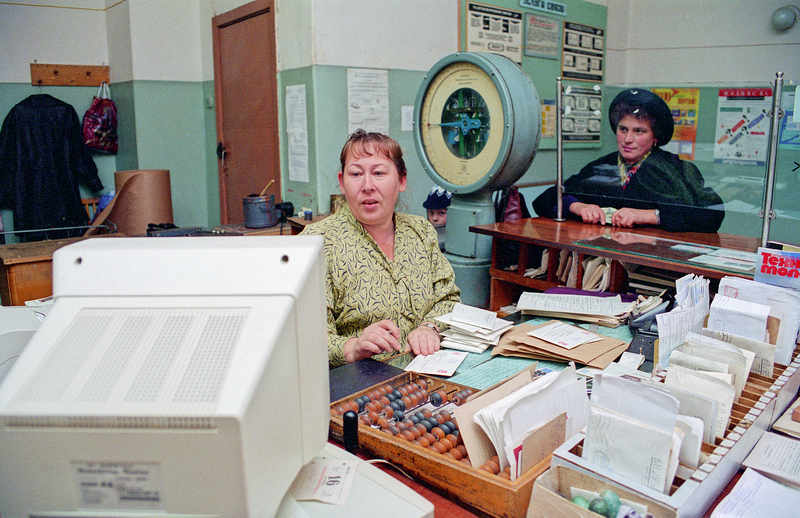
Почтовое отделение в городе Переяславль-Залесский, 1997 год
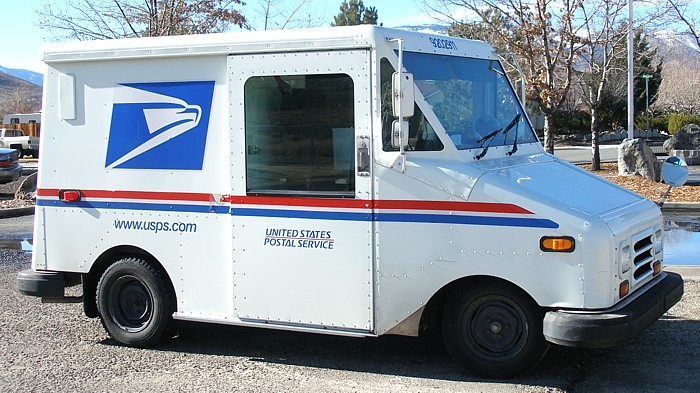
Почтовый автомобиль USPS (США)
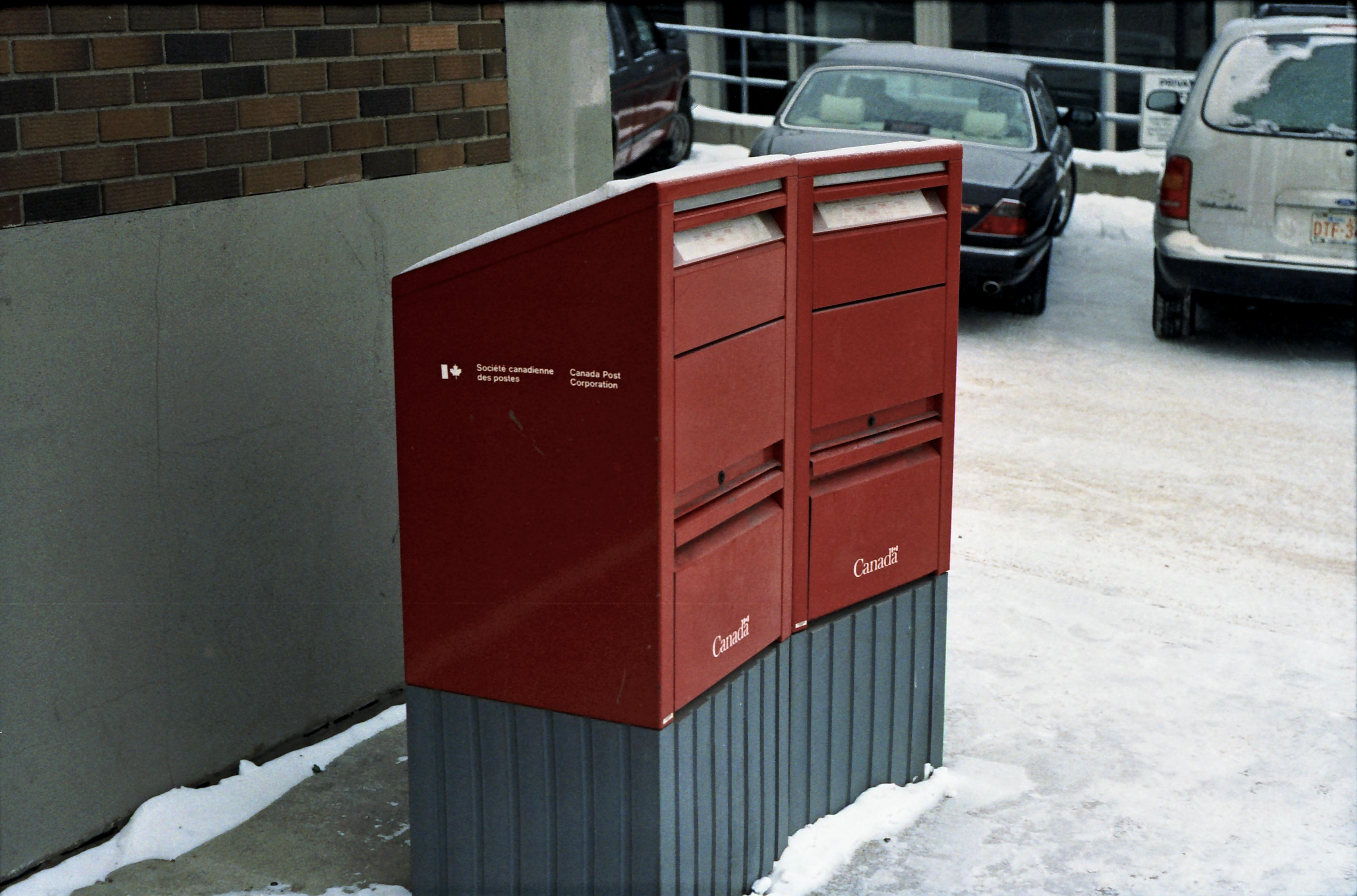
Почтовые ящики в Канаде
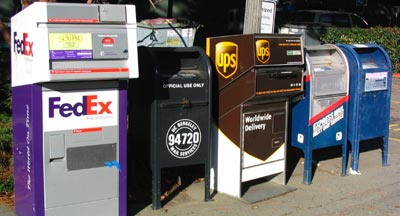
Американские частные почтовые компании имеют разные почтовые ящики
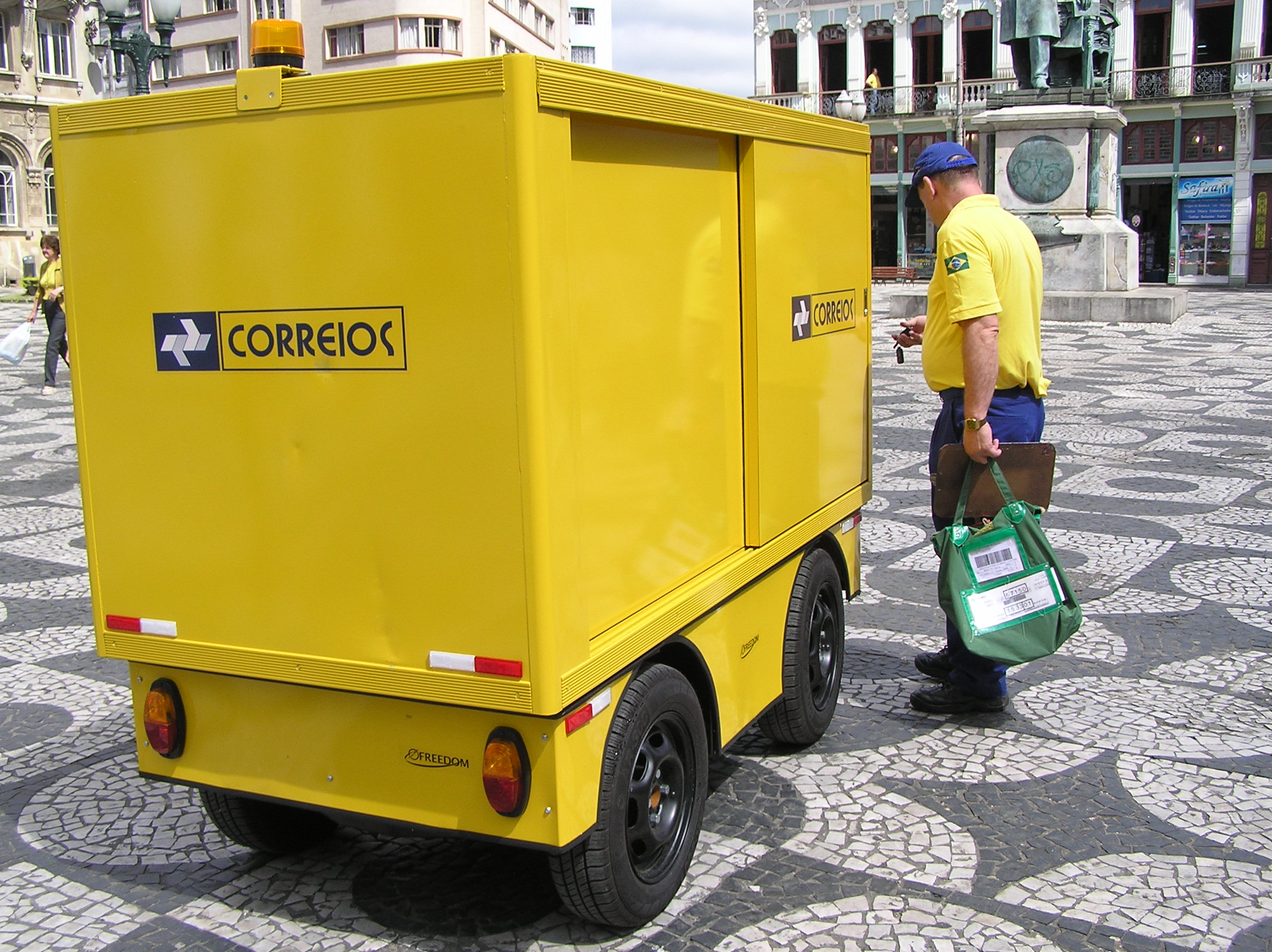
Почтовая тележка в Бразилии
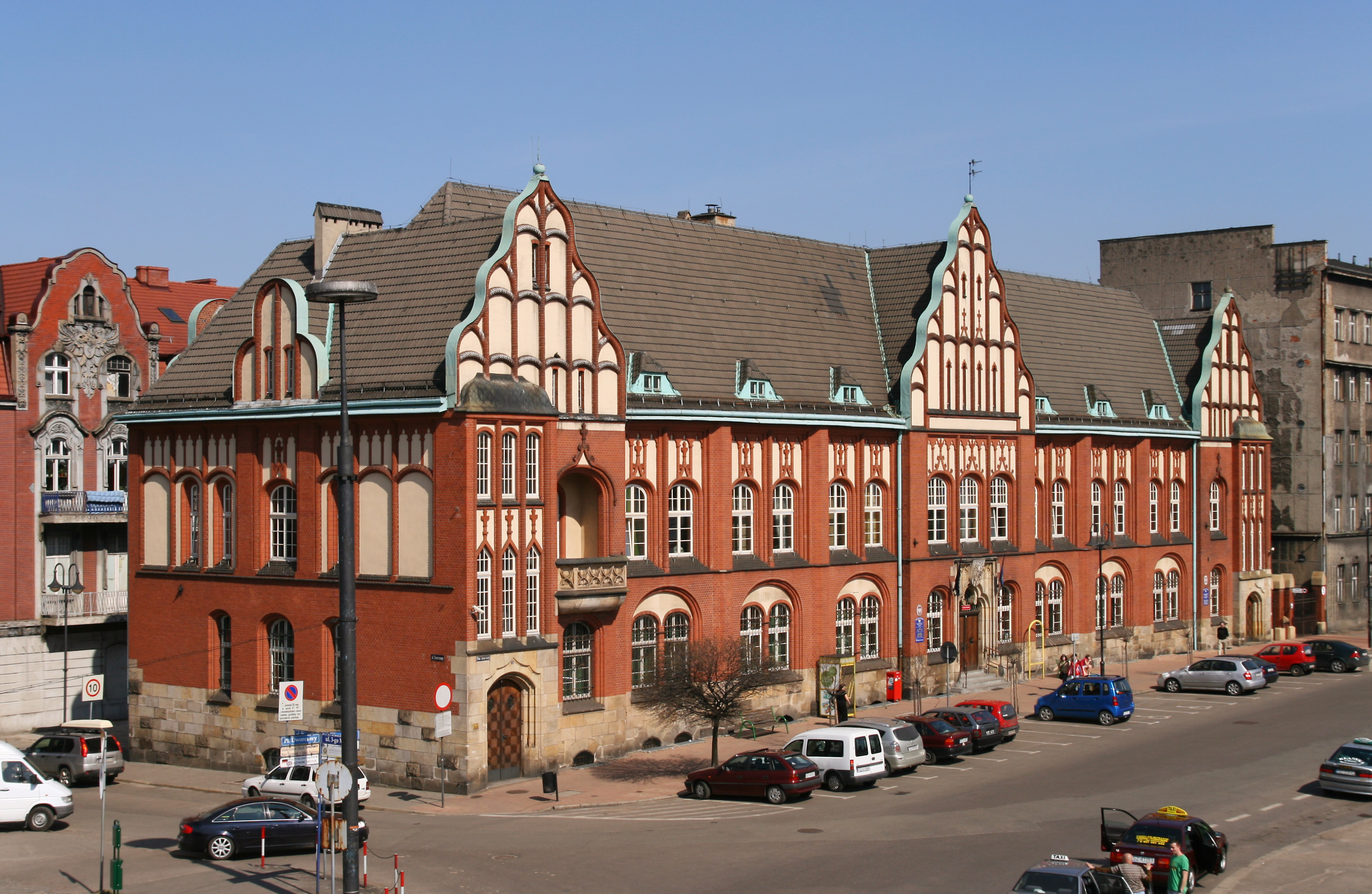
Главный почтамт в Забже, Польша